# Andreas Glyniadakis
Andreas Glyniadakis (grčki: Ανδρέας Γλυνιαδάκης; Hania, Grčka, 26. kolovoza 1981.) grčki je profesionalni košarkaš. Igra na poziciji centra, a trenutačno je član grčke momčadi PAOK-a. Izabran je u 2. krugu (58. ukupno) NBA drafta 2003. od strane Detroit Pistonsa.

## Profesionalna karijera

### Europa
Prije nego što je zaigrao u Sjedinjenim Državama, Glyniadakis je igrao za juniorsku momčad Kydonasa iz rodne Hanije na otoku Kreti. Profesionalnu karijeru započinje u Panathinaikosu, a nakon njega nastupa za još tri atenska košarkaška kluba: Panellinios, Peristeri i AEK.

### NBA
Izabran je kao 58. izbor NBA drafta 2003. od strane Detroit Pistonsa, ali prije nego što je zaigrao u NBA ligi nastupao je u razvojnoj NBDL ligi za momčadi Roanoke Dazzlea i Albuquerque Thunderbirdsa. 2006. godine, u dresu Thunderbirdsa, osvojio je naslov pobjednika NBDL lige. Tijekom predsezone 2006./07. nastupao je za momčad Atlanta Hawksa, a 5. studenog 2006. potpisuje ugovor sa Seattle SuperSonicsima. U dresu SuperSonicsa odigrao je 13 utakmica te je prosječno postizao 1.3 poena po utakmici, ali je u siječnju 2007. ipak otpušten iz kluba.  

### Povratak u Europu
U svibnju 2007. godine, Glyniadakis se vraća u Europu te potpisuje za talijansku Virtus Bolognu. Četiri mjeseca kasnije, Glyniadakis prelazi u redove grčkog AEK-a, ali 1. listopada 2007. biva otpušten iz kluba. Od 2007. do 2009. nosio je dres grčkog Maroussija, a nakon završetka sezone 2008./09. potpisuje za Olympiakos.

## Grčka reprezentacija
Glyniadakis je bio član grčke juniorske reprezentacije na FIBA-inom Europskom prvenstvu 1997. do 16 godina, a samo godinu dana kasnije, na Europskom prvenstvu do 18 godina, osvoja brončanu medalju. Također, bio je član reprezentacije i na Svjetskom U-18 prvenstvu 1999. i Europskom U-20 prvenstvu 2000. godine. Za seniorsku reprezentaciju nastupao je na Olimpijskim igrama u Pekingu 2008., a na Europskom prvenstvu u Poljskoj 2009. osvojio je brončanu medalju.

## Nagrade i postignuća
- Osvojena 4 grčka prvenstva (1998, 1999., 2000., 2001.)
- Osvojena Euroliga (2000.)
- Osvojena NBDL (2006.)
- Dva nastupa na grčkoj All Star utakmici (2004., 2009.)
- Najkorisniji igrač 16. kola Uleb Eurokupa (2008./09.)

## Vanjske poveznice
- Profil na Eurocup.net
- Profil na FIBA.com
- Profil[neaktivna poveznica] na Basketpedya.com
- Profil  Arhivirana inačica izvorne stranice od 24. rujna 2009. (Wayback Machine) na Basketball-Reference.com
- Profil na NBA.com